# Ostrov (gmina w okręgu Konstanca)
Ostrov – gmina w Rumunii, w okręgu Konstanca. Obejmuje miejscowości Almălău, Bugeac, Esechioi, Galița, Gârlița i Ostrov. W 2011 roku liczyła 5069 mieszkańców.